# Вардзия
Вардзия (на грузински: ვარძია) е пещерен манастирски комплекс от XII – XIII век, разположен в южната част на Грузия, важен паметник на грузинското фортификационно, архитектурно и художествено изкуство.
През годините играе важна роля в политическия, културния, образователния и духовния живот на страната. Със стенописите на Вардзия са положени основите на нов, динамичен декоративен художествен стил. През 2007 г. манастирът е предложен за включване в Списъка на световно културно и природно наследство на ЮНЕСКО, заедно с историческата крепост Хертвиси.

## География
Вардзия се намира в административната област Самцхе-Джавахети, район Аспиндза, на 30 km от арменската граница и 10 km от турската. Разположена е на 18 km от град Ахалкалаки, на 60 km от главния град на областта Месхетия – Ахалцихе и на 19 km от Хертвиси, следващата крепост по търговския път от Персия за Армения и Турция. Изградена е в историко-географската област Джавахетия, откъдето започва разпространението на християнството в Грузия. Комплексът е изсечен в планината Ерушети (Меча планина), на стръмна мека туфова скала от типа брекча, на левия бряг на река Мтквари (Кура).
Уникалният пейзаж дава много възможности с тясното си ждрело от вулканичен произход и различните видове лава, достигащи до речното корито. Изсеченият скален комплекс е органично свързан с подобното на каньон ждрело на реката. Сравнително отворените, по-широки части на пролома са покрити с изкусно направени изкуствени тераси, а човешката намеса не нарушава единството на природата.
Туристическият интерес към Вардзия силно се повишава след прокарването на нов път към манастира от Ахалцихе.

## История
Ансамбълът Вардизия е замислен като манастир-крепост, който да охранява югозападната граница на Грузия от персийско, иранско и турско нападение. Строен е по време на Златния век на страната, в периода 1156 – 1205 година, при управлението на Георги III и неговата дъщеря царица Тамара. Първите пещери са издълбани по времето на Георги III, изсечени край извора, на мястото на днешния Успенски храм.
През 12 – 13 век Грузия е най-мощната държава в Близкия изток и е носител на най-добрите постижения в културните традиции. През 1184 г. цар Георги умира и е наследен от Тамара. Тогава започва втората фаза на строителството, с издигането на храма „Успение Богородично“. По разпореждане на еристави Рати Сурамели църквата е изписана със стенописи. Вероятно в този период (1184 – 1185) се появяват стенописите с портретите на Тамара и еристави Рати.
В периода 1184 – 1205 започва третият, и най-мащабен период от изграждането на Вардзия. Около Успенския храм са изсечени килии за монасите и строителството продължава и в двете посоки от църквата. По това време се появяват и първите монаси. В периода 1193 – 1195 г. Тамара, заедно с децата и цялата си свита, живее в пещерния град.
Четвъртият период на строителство протича през 1285 – 1306 година, когато по заповед на Бека I Джакели, владетел на Самцхе, са изградени камбанарията и арките на притвора.
Днес Вардзия се намира в окрайнините на Грузия, но някога е била почти в нейния център. През 1201 или 1204 многочислени грузински войски от цялата страна се събират край пещерния град и се подготвят за битка с мюсюлманите Селджуки, чиято армия по това време наброява 400 000 души. Царица Тамара, която ги предвожда, отсяда в манастира. Сражението се състои в местността Басиан и грузинските войни побеждават. Битката е описана от поета Йоан Шавтели в одата му „Похвала на вардзийската Богородица“ или „Песнопения за вардзийската Богородица“. Произведението дълги години се пази в библиотеката на манастира, но до нас успява да достигне само като миниатюра. Оттогава много от грузинските победи над настъпващите мюсюлмани са приписвани на чудотворната икона „Девата от Вардзия“, а самият манастир се приема като свято място за всички грузинци.
Според една от версиите, царица Тамара е погребана във Вардзия. За да не могат крадци и вандали да открият гроба ѝ, от Тбилиси тръгват едновременно 8 погребални процесии, които се отправят в различни посоки – Гелати, Вардзия и други места. Всъщност не е съвсем ясно на кое от осемте места е погребана, но се предполага, че това е Вардзия.
През 1283 година Вардзия претърпява сериозни щети заради силно земетресение. Тогава от скалния масив се отделя пласт скала с ширина 15 метра и пада във водите на река Кура. От съществуващите 600 помещения, 2/3 са унищожени. Рухва цялата предна страна на града – стени, галерии и стълбища. В резултат на това много от помещенията се оголват, остават незащитени, и манастирът губи значението си на отбранителна крепост. По-късно през същия век Вардзия пострадва и от монголско нашествие.
През 1551 г. битката с войските на иранския шах Тахмасп I се води от Луарсаб I Велики, цар на Картли, и протича в самия манастир. Голяма част от него е разрушена, а погромът е описан от сефевидския хронист Хасан-бек Румлу, според когото в храма, освен бойците, са избити и 20 монаха. От църквата е изнесено голямо количество скъпоценности. В края на 16 век комплексът е завзет от турците. При превземането му, в средата на Успенския храм, войниците запалват живи обезсилените и изтощени монаси. От пожара стенописите се покриват с плътен слой сажди, които продължават да се наслояват и от огньовете на турските пастири, които се подслоняват в манастира през зимата. През 16 – 17 век Вардзия напълно запустява.
През 1828 г. в местността Джавахетия пристигат руснаци и християнският манастир се оживява. През 1936 г. Вардзия е разкрит за археологически проучвания, а през 1938  е обявен за музей. През съветския период монашеският живот е прекратен, а цялата област е обявена за погранична зона, влизането в която става само с пропуск. Монаси се заселват отново в манастира едва в края на 1980-те години. Тогава грузинският патриарх Илия II отслужва в него първата литургия.

## Широка Вардзия
В Грузия, страна с високи и скалисти планини, се е развила особен вид архитектура на изсечени в скалите монолитни храмове, крепости и даже цели градове. Обектите на тази уникална архитектура представляват огромен интерес както в историческо, така и в културно отношение. Такива са пещерният град Уплисцихе, комплексът от манастири от 6 век Давид Гареджа и древният град Вардзия.
Широката площ на Вардзия включва в себе си ранната църква в Зеда Вардзия (Горна Вардзия) и скалното село Ананаури от 10 – 12 век със своята интересна църква, разгърнало се на голяма площ. В миналото се е правила разлика между двете зони, но днес те носят общото название Вардзия. Само църквата в селото се нарича Ананаури. По терасите над и под камбанарията се различават останки, свързващи източната и западната част. Това са тунели, стъпала, канал за доставяне на вода и напоителен канал. Всичко това свидетелства за постепенното усвояване на територията на селото от манастира.
Около манастира са разположени няколко действащи храма с интересни стенописи. В ансамбъла попадат 15 църкви, най-големи от които са „Успение Богородично“ и Ананаурската църква. Целият комплекс е ограден, снабден със стълбища и електрическо осветление. На територията му има даже и един извор.

## Архитектура
Вардзия представлява град, издълбан в скалите на средно 13 нива, разположени едно над друго и свързани помежду си с дупки, тесни тунели и стръмни стълбища. На някои места броят на нивата достига 8, на други – 19, а най-голямата височина – до 105 m. Изсечени са улици, крепост, манастир, тронна зала, бани, библиотеки, аптека, жилища, складове, трапезарии, съкровищница и други. Това са над 600 помещения, съединени с ходове, които се простират на 800 m дължина, от запад на изток. Навлизат навътре в планината на дълбочина около 50 m и имат височина на съвременна 8-етажна сграда. Тук се намират едностайни, дву-, три- и четириетажни жилища, свързани с вертикални тунели. В случай на нападение в комплекса могат да намерят убежище до 20 000 души. От него излизат 3 тайни входа, от които, по време на битка, могат неочаквано да се появят хиляди грузински войни. Изграден е и водопровод, който в наши дни е полуразрушен.
Главната особеност на Вардзия е фактът, че преди земетресението, отвън крепостта въобще не се е виждала. Била е свързана с повърхността само с три, добре замаскирани, отверстия. Това е давало възможност на грузинските бойци да се появяват неочаквано и внезапно пред чуждите нашественици.
На запад от църквата, на 13 нива, са развити пещерните жилища, състоящи се от 40 пещерни групи с общо 165 помещения и 6 по-малки църкви. На източната страна, на 8 нива, има още 79 пещерни групи с 242 стаи и още 6 църкви. На тази територия са изградени общо 25 винарски изби, големият брой на които свидетелства за важността на винопроизводството в манастира.
Интересен е тунелът, който се намира зад Успенския храм, до северната му страна, след малък параклис и дървена стълба. Изкачването по няколкото ѝ стъпала води до началото на нисък тунел, който излиза високо на върха, на няколко нива над храма. Изходът му е в едно от горните помещения, откъдето има външна стълба надолу. Целият тунел е изсичан на ръка.

### Църквата „Успение Богородично“
Християнският манастир Вардзия е съхранил един от най-добрите примери за определен тип църковни сгради. В центъра му е изсечен най-важният и най-голям храм – „Успение Богородично“. Построен е в голяма пещера, а зад него в планината съществува още свободно пространство, в което е изградена една доста по-малка църква. Храмът представлява смисловото и архитектурно сърце на Вардзия и от него, в две посоки, започва строителството на останалите елементи от ансамбъла.
Хронистът Румлу разказва за голямо пространство, в което е изсечена църква с 4 обширни помещения и дълъг притвор, а стенописите по стените са изработени в злато и лазур. Във второто помещение се издига място за престол, до който е поставена златна икона, украсена със скъпоценни камъни и очи от брилянти.
Днес храмът попада изцяло във вътрешността на планината, а отвън се виждат само арките на притвора, който в миналото е бил по-голям, но в наше време е частично срутен. Оригиналните сводести арки на портика са унищожени от земетресението от 1283 и са възстановени по времето на строителството на камбанарията. В източната част на църквата и до днес има следи от нещо като олтарна ниша. Според археолозите тази ниша е част от един по-рано строен храм. Навътре продължава с голяма зала и закръглена апсида в източната си част. Олтарът е леко приповдигнат, а под него има таен вход към подземно помещение, където най-вероятно са съхранявали църковната утвар и одеждите. Всички стени са изградени от камък и само апсидата е оставена на скала. За влизане в храма са оставени няколко входа, западният от които е изсечен по-късно за да се осигури достъп до извора.
Основната културна ценност в църквата са рисуваните през 1184 и 1185 г. стенописи. Времето, през което са създадени бележи разцвет на средновековната грузинска стенопис, което намира отражение във високо развити художествени национални традиции. Образците са ярки и оригинални и значително се различават от византийските паметници от онова време. Те свидетелстват за наличието на контакти, както с ориенталските християнски земи, така и с византийския свят. Влиянието им обаче, е трансформирано в съответствие с местните художествени традиции. Техниката на изписване също се различава от тази при византийските стенописи. Това не са фрески, полагани по време на съхненето на мазилката, а изпълнението е по метода „секо“, при който се рисува върху суха основа.
В храма са съхранени, под слой сажди, фрагменти от чудесни стенописи, включително и такива, изобразяващи цар Георги III и царица Тамара. В олтарната ниша е изобразена Дева Мария с архангели, а под нея – 12 първосвещеници със свитъци в ръце. По свода са изрисувани евангелски сюжети – Благовещение, Рождество, Сретение Господне и Кръщение. На северния свод са Преображение и Възкресението на Лазар. На южната страна се намира повредената сцена на Вход Господен в Йерусалим. На западната стена са изобразени три сюжета – Възнесение, Денят на Света Троица и Успение Богородично. Портрети на светци красят пиластрите, напречните арки и прозорците.
Стените на нартекса също са изцяло изписани. На северната страна е стенописът на Страшния съд, на западната – Лоно Авраамово. Върху западната част на свода са пресъздадени сцени от живота на свети Стефан, а в центъра на купола е изобразен ангел, носещ медальон и кръст.
Най-интересни, от историческа гледна точка, са изображенията на ктиторите, които винаги се разполагат на северната стена – портретите на царете Георги III и дъщеря му Тамара. Това са едни от трите техни двойки портрети, другите две се намират в манастирите Кинцвиси и Бетания. Около изображението на Тамара има текст, написан с най-старата грузинска азбука асомтаврули. Той гласи „Цар на царете на целия Изток, дъщеря на Георги, Тамара, която да дългоденства“. От него следва, че портретът е рисуван когато Тамара все още е била жива. За нея е употребена титлата „цар“, тъй като при грузинците „царица“ означава само и единствено съпруга на царя. Освен това на този портрет тя е облечена с дрехи на неомъжена жена, което помага за датирането му от преди 1186 година, когато царицата сключва първия си брак. Около портрета на Георги има друг текст, гласящ „Цар на царете на целия Изток, Георги, син на царя на царете Димитри“.
Поръчаните от еристави Рати Сумарели стенописи са създадени от талантливия художник Гиорги. Неговите инициали GI могат да се видят преплетени във флоралните орнаменти по раковината под Дева Мария. Самият Сумарели също има портрет, изрисуван на западната стена на църквата. Около него се извива надписа „Богородице, приеми предложеното ти от твоя слуга Рати, еристави на Карталиния (Картли), който ревностно украси тази свята църква за твоята слава“.
Зад църквата се намира резервоар за вода, който е смятан за свещен.

### Камбанария
Пътеката към Вардзия води до свободно стояща камбанария, която служи като параден вход на комплекса. Била е построена на два етажа, но горният не е запазен. Тя не е съществувала по времето на царица Тамара, когато все още не са строени свободно стоящи камбанарии. Модата им настъпва съвсем в края на 13 век, когато са издигнати няколко такива – в манастирите Гударехи, Сапара, в арменския Ахпат и вероятно в Тирския манастир. Камбанарията на Вардзия е строена след земетресението от 1283 година.

## Легенди
За Вардзия, както и за много други исторически места се носят различни легенди.

### Легенда за произхода на името
Когато царица Тамара била още малко момиченце, много обичала да играе в недостроения пещерен град. Веднъж си играла на това място с чичо си, който загубил детето от погледа си и започнал да го търси. А Тамара изкрещяла „Ак вар, дзия!“ – „Тук съм, чичо“. Ехото подхванало последните думи и го разнесло по всички помещения на каменния манастир. За тази случка разбира и бащата на Тамара, цар Георги III, който заповядва манастирът да бъде наречен именно така – Вардзия.

### Легенда за местоположението
Когато строителите получили заповед да изсекат каменен град край река Кура, те избрали първата, попаднала пред очите им, планина. Но изборът се оказал неудачен, тъй като камъкът при обработка се разпадал и това силно затруднявало строителството. Вечерта уморените майстори се прибрали по домовете си, като оставили инструментите си до планината. На следващата сутрин открили, че кирките, лопатите и всичко останало е преместено при съвсем различна планина. Майсторите работили няколко дни и всяка сутрин случката се повтаряла. Тогава решили, че самото небе им дава указания къде точно да изсекат скалния град и преместили работата си. А планината, на която не успели да издълбаят града нарекли Навардзия, т.е. Бивша Вардзия.

## Съвременно състояние
През 2004 г. Министерството на културата на Грузия започва реставрационни работи в комплекса. Възстановена е канализацията, запълнени са опасните пукнатини, почистена е горната скала, помещенията са усилени с подпори, взети са предпазни мерки за спиране на падането на камъни от скалите.
Днес мъжкият манастир се обитава от около 15 послушника. Част от пещерния комплекс, скрита от туристите, отново обслужва грузинската православна църква и в нея се извършват богослужения.
- Стенописи
- Девата от Вардзия
- Света Нино